# 영국령 실론
영국령 실론(영어: British Ceylon, 싱할라어: බ්‍රිතාන්‍ය ලංකාව (브리타냐 람카와), 타밀어: பிரித்தானிய இலங்கை(브리타니야 일랑가이))는 1796년부터 1948년 2월 4일까지 스리랑카섬에 존속한 영국의 왕령식민지이다. 네덜란드 동인도 회사의 네덜란드령 실론을 빼앗아 시작된 영국령 실론은 1817년 내륙의 캔디 왕국을 합병하면서 스리랑카섬 전역을 지배하는 식민지가 되었다. 1948년 실론 자치령이 영연방의 일원으로 독립하면서 폐지되었다.
스리랑카 지역의 식민 지배 역사는 포르투갈이 콜롬보에 거점을 마련한 포르투갈령 실론까지 거슬러 올라간다. 이후 네덜란드 동인도 회사가 네덜란드령 실론을 지배하였고 다시 영국 동인도 회사가 네덜란드 영지를 뻬앗으면서 영국령 실론이 시작되었다. 그러나 이 시기까지 유럽 제국주의의 식민지는 해안의 주요 항구만 지배할 수 있었을 뿐 내륙은 여전히 독립 국가들이 있었다. 여러 나라가 분열하였던 스리랑카는 15세기 무렵 캔디 왕국으로 통합되었고 캔디는 이후 차례로 찾아오는 식민주의 군대와 전쟁을 치렀다. 1815년 영국은 캔디의 마지막 국왕을 사로잡았고 이후 1817년 캔디 조약을 통해 스리랑카 전역을 식민지로 합병하였다.

## 역사
| 시기                              | 식민 형태                      | 지역                                      |
| --------------------------------- | ------------------------------ | ----------------------------------------- |
| 1796년 - 1798년 10월 12일         | 영국 동인도 회사의 점령        | 스리랑카섬 해안의 옛 네덜란드령 실론 지역 |
| 1798년 10월 12일 - 1802년 1월 1일 | 국왕과 동인도 회사의 공동 지배 | 스리랑카섬 해안의 식민 지역               |
| 1802년 1월 1일 - 1815년 3월 2일   | 왕령식민지                     | 스리랑카섬 해안의 식민 지역               |
| 1815년 3월 2일 - 1948년 2월 4일   | 왕령식민지                     | 스리랑카섬 전역                           |

### 배경
스리랑카섬에 최초로 침입한 유럽 제국은 포르투갈이었다. 1505년 포르투갈은 콜롬보에 거점을 마련하였다. 이후 포르투갈은 스리랑카 주요 항구를 점령하고 포르투갈령 실론으로 삼았다.
15세기 초 여러 나라로 분할되어 있던 스리랑카 내륙의 국가들은 많은 우여곡절 끝에 캔디 왕국으로 통합되었다. 포르투갈령 실론과 캔디 왕국은 여러 차례 전쟁을 치렀으며 한 때 포르투갈은 캔디의 수도를 함락시키기도 하였다. 한편 포르투갈의 공격에 위기를 맞은 캔디는 당시 동남아시아의 여러 제도에서 식민 제국을 확장하고 있던 네덜란드 공화국과 동맹을 맺고 포르투갈을 축출하기 시작하였다. 네덜란드는 1640년 갈을 점령하여 스리랑카에서 포르투갈과 전쟁을 시작하였다. 1664년 네덜란드는 포르투갈을 완전히 축출하고 네덜란드령 실론을 식민 지배하였고, 이후 캔디와는 전쟁과 평화를 오갔다.
프랑스 혁명의 여파로 네덜란드에 바타비아 공화국이 세워지자 동남아시아에서 네덜란드의 영향력은 약화되었다. 이를 틈타 영국 동인도 회사는 네덜란드의 식민지들을 공격하여 점령하였고 스리랑카의 식민지 역시 영국으로 주인이 바뀌었다. 당시 네덜란드령 실론은 계피 무역 독점으로 막대한 부를 생산하고 있었다. 영국은 네덜란드령 실론의 점령으로 당시 30만 파운드에 달하는 계피를 독점하게 되었다.

### 캔디 합병
네덜란드령 실론이 장악하고 있던 해안 지대를 지배하게 된 영국령 실론은 스리랑카 전역으로 식민 지배를 확대하고자 캔디 왕국과 전쟁을 벌였다. 캔디는 완강히 저항하였으나 결국 1802년 수도가 함락되었고 수도 함락 뒤에도 유격전을 계속하며 저항하던 마지막 국왕 스리 위크라마 라이아시나는 1815년 영국에 사로잡혔다.
스리 위크라마 라이아시나는 인도로 보내져 평생 연금 상태로 살았다. 마지막 국왕이 퇴위된 뒤 영국은 캔디 협약을 통하여 캔디 왕국을 영국령 실론에 합병하였다. 이로서 수백 년 지속 되었던 불교 왕국은 사라지고 영국이 스리랑카섬 전체를 왕령식민지로 삼게 되었다.
스리랑카 사람들은 왕국이 멸망한 뒤에도 영국의 식민 지배에 저항하였다. 크고 작은 봉기가 있었지만 가장 큰 규모의 봉기는 1817년 우바 대봉기였다. 영국은 우바주를 중심으로 일어난 이 봉기를 초토화 작전으로 진압하였다. 이 와중에 수 많은 사람들이 학살 되었다. 영국은 15세에서 60세 사이의 우바 남성을 닥치는 대로 처형하였다.

### 개발
영국은 기존의 포르투갈과 네덜란드가 확보하고 있었던 해안 항구 지역을 벗어나 내륙 산간 지역으로 플랜테이션 농지를 확대하였다. 그러나 내륙 산간에 대한 영국의 지배력이 확고하게 굳기까지는 꽤 오랜 세월이 더 지나야 하였고 플랜테이션 농지 개발은 군대의 투입과 함께 이루어져야만 하였다.
당시 유럽 제국주의 국가들은 앞 다투어 동남아시아에 향신료 플랜테이션을 설치하고 무역을 독점하여 많은 수익을 올렸다. 영국령 실론 초창기 스리랑카섬은 세계에서 몇 안되는 대규모 계피 산지였다. 계피 산지로서 스리랑카섬의 명성은 18세기 말까지 지속되었다.
1864년 스리랑카 철도가 도입된 이후 식민 당국은 커피와 차 플랜테이션을 개발하기 시작하였다. 특히 차 재배가 광범위하게 이루어졌으며 스리랑카산 홍차는 1873년 실론티라는 이름으로 런던에서 거래된 이후 지금까지 이어지고 있다. 실론티는 오늘날에도 세계적인 홍차 브랜드 가운데 하나이다.

## 인구 통계
스리랑카에서 가장 많은 인구를 차지하는 사람들은 싱할라족이지만 오래 전부터 타밀족이 북부 해안을 중심으로 살고 있었다. 또한 해안에는 몇 백 년 동안 지속되어 온 식민 지역에 다양한 지역의 사람들이 모여들었다.
영국은 스리랑카섬에 커피 플랜테이션을 만들면서 남인도에서 다수의 타밀족을 스리랑카로 이주시켰다. 이 때문에 타밀족은 스리랑카에 오랫 동안 정착하여 왔던 스리랑카 타밀족과 영국 식민지 시기 남인도에서 이주해 온 스리랑카의 인도계 타밀족의 두 부류가 서로 다른 문화를 지니고 살게 되었다. 스리랑카 타밀족은 힌두교의 시바파이면서 불교 문화를 수용한 반면 인도계 타밀족은 무슬림이 많았다. 19세기 중반 커피녹병이 광범위하게 번져 커피 플랜테이션이 큰 타격을 입게 되자 영국은 작물을 커피에서 차와 고무로 바꾸었다.
영국령 실론의 인구 조사는 1871년 시작되었고 매 십년 마다 실시되었다. 각 조사 당시의 인구는 표와 같다. 영국은 처음엔 스리랑카 타밀족과 인도계 타밀족을 구분하지 않다가 1911년 조사부터 별도의 항목으로 구분하였다. 1921년 당시 약 410만 명의 인구 가운데 스리랑카 타밀족은 12.8 %, 인도계 타밀족은 12.9 %였다. 무슬림이었던 인도계 타밀족은 스리랑카 문화에 융화되지 못하였고 결국 독립 후인 1970년대에 절반이 넘는 수가 다시 인도로 귀환하였다.

## 총독부
1796년에서 1946년 사이 영국령 실론은 왕령식민지였다. 왕령식민지에서 영국의 군주는 국가 원수였지만 실제 통치는 임명된 총독에 의해 이루어졌다.
1931년 영국령 실론은 실질적 권한을 자치 정부에 넘기고 총독은 명예직에 불과한 영연방 내의 자치정부로 전환되었고, 1948년 스리랑카로 완전히 독립하였다.

## 군사
영국령 실론의 군사는 1881년 민병대로 시작하여 1910년 정규군이 된 실론 국방군이었다. 실론 국방군은 영국군의 실론 사령부 관할 아래 있었다. 이들은 제2차 보어 전쟁과 제1차 세계대전, 제2차 세계대전에 참전하였다. 독립 후 스리랑카군으로 재편되었다.

## 같이 보기
- 포르투갈령 실론
- 네덜란드령 실론

## 참고 문현
- Arsecularatne, S. N, Sinhalese immigrants in Malaysia & Singapore, 1860–1990: History through recollections, Colombo, KVG de Silva & Sons, 1991
- Mills, Lennox A. (1933). 《Ceylon Under British Rule, 1795–1932》. Oxford U.P. ISBN 9780714620190.
- Malalgoda, Kitsiri (1976). 《Buddhism in Sinhalese Society, 1750–1900: A Study of Religious Revival and Change》. U. of California Press.  4 March 2016에 원본 문서에서 보존된 문서.  5 June 2012에 확인함.
- Peebles, Patrick (2006). 《The History of Sri Lanka》. Greenwood. ISBN 9780313332050.
- Peebles, Patrick (2001). 《The Plantation Tamils of Ceylon》. Continuum International. ISBN 9780718501549.
- Schrikker. Alicia (2007). 《Dutch and British Colonial Intervention in Sri Lanka, 1780–1815: Expansion and Reform》. Leiden: Brill. ISBN 9789004156029.
- Spencer, Jonathan (1990). 《Sri Lanka: History and the Roots of Conflict》. Psychology Press. ISBN 9780203407417.
- Silva, K.M. de. History of Sri Lanka (1982). pp. 239–488 complete text online free
- Sivasundaram, Sujit (2010). “Ethnicity, Indigeneity, and Migration in the Advent of British Rule to Sri Lanka”. 《The American Historical Review》 115 (2): 428–52. doi:10.1086/ahr.115.2.428.
- Sivasundaram, Sujit (2007). “Tales of the Land: British Geography and Kandyan Resistance in Sri Lanka, c. 1803-1850” (PDF). 《Modern Asian Studies》 (Cambridge University Press) 41 (5): 925–65. doi:10.1017/S0026749X06002642. ISSN 1469-8099. JSTOR 4499807.
- Wenzlhuemer, Roland (2008). 《From Coffee to Tea Cultivation in Ceylon, 1880–1900: An Economic and Social History》. Leiden: Brill. ISBN 978-9004163614.
- Wenzlhuemer, Roland. "Indian Labour Immigration and British Labour Policy in Nineteenth‐Century Ceylon," Modern Asian Studies (2007) 41:575–602
- Wickramasinghe, Nira (2006). 《Sri Lanka in the Modern Age: A History of Contested Indentities》. University of Hawaii Press. ISBN 9780824830168.